# Szczypiorno
Szczypiorno [ʂt͡ʂɨˈpjɔrnɔ] là một khu phố của thành phố Kalisz, Ba Lan. Trước đây cho đến năm 1976, nó là một ngôi làng riêng biệt ở ngoại ô thành phố, nó được biết đến như là một trụ sở của trại tù chiến tranh trong Thế chiến I và tù binh chiến tranh Ba Lan-Bolshevist và trùng tên với  szczypiorniak, tên tiếng Ba Lan của trò chơi bóng ném.
Thị trấn nằm dọc theo Quốc lộ 25 nối Kalisz với Ostrów Wielkopolski. Có một nhà ga đường sắt Kalisz Szczypiorno nằm trong khu phố. Trong Thế chiến I, ngôi làng là chỗ chứa một trại tù binh do Đức xây dựng cho các binh sĩ của Quân đoàn Ba Lan sau khi họ bị giam giữ sau cuộc khủng hoảng được gọi là Oath. Chính tại đó, những người trong số họ bắt đầu chơi một trò chơi gọi là bóng ném, sau đó trở nên phổ biến với Quân đội Ba Lan và dân số nói chung. Do đó, trò chơi vẫn thường được gọi là szczypiorniak trong tiếng Ba Lan.
Sau Thế chiến I, trại vẫn hoạt động dành cho các tù nhân đến từ Đức và Bolshevik Nga. Bị giải tán một thời gian vào đầu những năm 1920, nó đã được chuyển thành Trường Dịch vụ Nhà tù Trung tâm, vẫn hoạt động. Trong Thế chiến II, ngôi làng đã bị Đức Quốc xã chiếm đóng và đổi tên, đầu tiên là Friedersbrunn và sau đó là Deutschehren.
Năm 1976, ngôi làng được sáp nhập vào thành phố Kalisz.